# Gunung Kukusan
Gunung Kukusan är ett berg i Indonesien.   Det ligger i provinsen Aceh, i den västra delen av landet, 1 500 km nordväst om huvudstaden Jakarta. Toppen på Gunung Kukusan är 867 meter över havet, eller 188 meter över den omgivande terrängen. Bredden vid basen är 3,3 km.
Terrängen runt Gunung Kukusan är kuperad åt sydost, men åt nordväst är den bergig. Runt Gunung Kukusan är det ganska glesbefolkat, med 27 invånare per kvadratkilometer. I omgivningarna runt Gunung Kukusan växer i huvudsak städsegrön lövskog.